# دارين شابيرو
دارين شابيرو (بالإنجليزية: Darin Shapiro)‏ هو منافس ألعاب قوى أمريكي، ولد في 25 أكتوبر 1973 في فورت لودرديل في الولايات المتحدة.